# Cirratulus hedgpethi
Cirratulus hedgpethi är en ringmaskart som beskrevs av Hartman 1951. Cirratulus hedgpethi ingår i släktet Cirratulus och familjen Cirratulidae. Inga underarter finns listade i Catalogue of Life.